# DC2: Bars of Death
DC2: Bars of Death er det tredje studiealbum udgivet i 2004 af den Boston-baserede underground hiphop-duo 7L & Esoteric. Albummet udkom på både cd og dobbelt-grammofonplade på Babygrande Records i USA samt på cd på CNR Records International i Storbritannien. Nedenstående sporliste er taget fra cd-udgaverne, hvor de to sidste numre er såkaldte unlisted bonus tracks.

## Sporliste
| Nr.           | Titel               | Featuring                         | Længde |
| ------------- | ------------------- | --------------------------------- | ------ |
| 1.            | "DC Theme"          |                                   | 0:27   |
| 2.            | "Ring Music"        |                                   | 2:49   |
| 3.            | "Loud & Clear"      |                                   | 3:02   |
| 4.            | "Rise Of The Rebel" |                                   | 3:54   |
| 5.            | "Rogue Nation"      |                                   | 3:10   |
| 6.            | "This Is War"       | Army Of The Pharaohs              | 4:12   |
| 7.            | "Graphic Violence"  |                                   | 2:36   |
| 8.            | "Neverending Saga"  |                                   | 2:48   |
| 9.            | "Grace of Gods"     | Rise                              | 3:07   |
| 10.           | "Murder-Death-Kill" | Celph Titled                      | 2:55   |
| 11.           | "Battlefield"       |                                   | 4:02   |
| 12.           | "Touchy Subject"    | Uno The Prophet                   | 3:56   |
| 13.           | "Deathgrip"         |                                   | 2:34   |
| 14.           | "So Glorious"       |                                   | 3:12   |
| 15.           | "Way Of The Gun"    | Celph Titled, Lord Digga & Apathy | 3:35   |
| 16.           | "Another Way Out"   |                                   | 2:49   |
| 17.           | "That's Right"      |                                   | 3:59   |
| 18.           | "Crab Move"         | Beyonder                          | 3:14   |
| 19.           | "Yell At Us"        | Celph Titled, Apathy              | 4:31   |
| Total længde: | Total længde:       | Total længde:                     | 60:52  |